# Cabezón de Valderaduey
Cabezón de Valderaduey – gmina w Hiszpanii, w prowincji Valladolid, w Kastylii i León, o powierzchni 10,3 km². W 2011 roku gmina liczyła 37 mieszkańców.